# アンドリュー・クライスバーグ
アンドリュー・クライスバーグ（Andrew Kreisberg, 1971年8月23日 - ）は、アメリカ合衆国の脚本家、プロデューサーである。

## キャリア

### テレビ
初めて参加した作品は短編アニメシットコム『Mission Hill』であった。
その後も『ジャスティス・リーグ』、『ザ・シンプソンズ』、『Hope & Faith』、『ボストン・リーガル』、『リップスティック・ジャングル』、『弁護士イーライのふしぎな日常』、『ヴァンパイア・ダイアリーズ』、『スター・ウォーズ/クローン・ウォーズ』、『マイ・ファミリー』、『ウェアハウス13 〜秘密の倉庫 事件ファイル〜』の脚本を執筆した。
2009年、フォックスのSFテレビドラマ『FRINGE/フリンジ』の共同製作総指揮となった。また第1シーズン第18話「誘う女」と第2シーズン第11話「Unearthed」の脚本を執筆した。
2011年、クライスバーグ、マーク・グッゲンハイム、グレッグ・バーランティらはDCコミックスのキャラクターであるグリーンアローをリ・イマジネーションした『ARROW/アロー』の企画をCWで開始した。シリーズは2012年10月12日より開始された。

### コミック
クライスバーグはコミックシリーズ『Green Arrow and Black Canary』と『Batman Confidential』の脚本を執筆している。